# Imunga Ivanga
Imunga Ivanga [ Libreville, Gabón, 1967 ) es un guionista, productor, crítico y director de cine.

## Actividad profesional
Estudió literatura en la Universidad de Libreville, donde obtuvo su doctorado en 1992 y en 2000 dirigió su primer largometraje, Dôlé, estrenado en enero del año siguiente, que fue galardonado por diversos premios. Habla varios idiomas -mpongwe, francés, inglés, español e italiano. Estudió cine durante un año en el FEMIS Fondation Européenne pour les métiers de l’Image et du Son en Paris y se graduó en 1996. También hizo una especialización en escritura de guiones y en 1993 hizo su primer cortometraje, titulado “Le départ”. Ha escrito muchos guiones para cortometrajes, videoclips y documentales además de guionar y dirigir sus propios filmes. 
Su cortometraje La grenouille qui veut se faire aussi grosse que le bœuf (1993) integró la serie Les fables de Lafontaine que fue nominada al premio Sept d’Or de Televisión Francesa 1. Su cortometraje Go zamb'olowi o Au bout du fleuve de 1999 obtuvo el Gran Premio Elefante de Oro del Festival Internacional del Cortometraje de Abiyán (FICA) de 2001. Su segundo largometraje fue L'ombre de Liberty (2006). Otra de sus obras es Les tirailleurs d’ailleurs (2006) que fue galardonado con una mención especial del Festival Los Pueblos del Sur de 2007 en Venezuela y en la Fespaco del mismo año.
Sus actividades incluyen la de ayudar a directores y guionistas jóvenes de Gabón y en noviembre de 2009 fue designado para dirigir el Centro Nacional de Cinematografía de Gabón. Imunga Ivanga se desempeñaba como director general del Institut de l’image et du son (IGIS) cuando fue nombrado director general de la cadena pública Gabon Télévision.
Sobre su obra ha declarado:

”Siempre he considerado que hacer cine era un acto político, literal y figurativamente. Mis temas están anclados en una realidad sociológica, política y cultural. Trabajo integrando los medios a mi disposición, tratando de sacarles su máximo provecho, usando mucha imaginación. Hay, por tanto, una gran idea de compartir y una interpelación del público. Propongo mis propias ansiedades, preguntas y esperanzas sin ser un heraldo de nadie. Mis preocupaciones son las de mi tiempo y, en consecuencia, estoy consustanciado con ellas, y si hay un mensaje, es allí donde se encuentra su esencia.

Su filme Dôlé (1999), una película sobre un grupo de jóvenes abandonados a su suerte en Libreville, fue seleccionada para ser exhibida en el Festival Internacional de Cine de Róterdam entre el 24 de enero y 4 de febrero de 2018. y ganó los premios siguientes:
- Gran Premio especial del Jurado Cannes Junior de 2000
- Premio al mejpr guion en el Festival panafricano del Cine y Television festival de Amiens, festival de Innsbruck
- 2002 Festival de Nueva Cork
- Premio Tanit d'Or en el Festival de Cine de Cartago de 2000.
- Premio de la Diócesis de Milán en el Festival de Cine Africano de Milán.
- Premio al mejor guion en el Festival de Cine y Televisión Africanos de Uagadugú de 2001

## Filmografía
Entre sus obras se encuentran:
Productor
- The African Who Wanted to Fly]]  (documental) (2016)
- Pango et Wally (serie de televisión) (2011)
- Les nouvelles écritures de soi (Video documental) (2010)
- L'ombre de Liberty (2006)

Director
- L'ombre de Liberty (2006)
- Dôlé (1999)

Guionista
- Le départ (cortometraje) (1993)
- N’gwa... musicien !  o La grenouille qui veut se faire plus grosse que le boeuf (cortometraje) (1995),
- Les tirailleurs d’ailleurs (1996),
- Go Zamb’Olowi o Au bout du fleuve ( 1997),
- Les flots de Libreville (1999),
- Dôlé (1999)
- L'ombre de Liberty (2006)